# Julie Salinger
Julie Salinger, née Julie Frieda Zeman le 6 juin 1873 à Sárvár en Autriche-Hongrie, ayant survécu à la déportation et morte en 1947 à Berlin, est une chanteuse d'opéra.

## Biographie
Julie Salinger fait l'essentiel de sa carrière lyrique de 1894 à 1933 à l'opéra de Hambourg, avec le titre de Kammersängerin de la cour de Prusse. Durant la Première Guerre mondiale, elle travaille comme infirmière (Lazarettschwester) dans un hôpital hambourgeois, ce pourquoi elle est décorée de l'ordre de l'Aigle rouge. Elle est la mère de deux fils illégitimes de Friedrich-Werner von der Schulenburg. Juive, elle est déportée en juin 1942 de Berlin au camp de concentration de Theresienstadt. Elle apparaît dans la séquence no 8 du film de propagande Theresienstadt consacré à ce camp. Elle survit à la déportation.